# Авока (Њујорк)
Авока (енгл. Avoca) град је у америчкој савезној држави Њујорк.

## Демографија
По попису из 2010. године број становника је 946, што је 62 (-6,2%) становника мање него 2000. године.
| Група             | 2000.       | 2010.       |
| Белци             | 968 (96,0%) | 891 (94,2%) |
| Афроамериканци    | 5 (0,5%)    | 6 (0,6%)    |
| Азијати           | 4 (0,4%)    | 1 (0,1%)    |
| Хиспаноамериканци | 14 (1,4%)   | 33 (3,5%)   |
| Укупно            | 1.008       | 946         |